# هانگاراندنیا
هانگاراندنیا (به لاتین: Hangarandeniya) یک منطقهٔ مسکونی در سری‌لانکا است که در استان مرکزی (سری‌لانکا) واقع شده‌است.